# Municipio de Pavilion
El municipio de Pavilion (en inglés: Pavilion Township) es un municipio ubicado en el condado de Kalamazoo en el estado estadounidense de Míchigan. En el año 2010 tenía una población de 6222 habitantes y una densidad poblacional de 66,06 personas por km².

## Geografía
El municipio de Pavilion se encuentra ubicado en las coordenadas 42°12′31″N 85°28′35″O / 42.20861, -85.47639. Según la Oficina del Censo de los Estados Unidos, el municipio tiene una superficie total de 94.19 km², de la cual 90,67 km² corresponden a tierra firme y (3,74 %) 3,52 km² es agua.

## Demografía
Según el censo de 2010, había 6222 personas residiendo en el municipio de Pavilion. La densidad de población era de 66,06 hab./km². De los 6222 habitantes, el municipio de Pavilion estaba compuesto por el 94,2 % blancos, el 1,43 % eran afroamericanos, el 0,31 % eran amerindios, el 0,5 % eran asiáticos, el 0,82 % eran de otras razas y el 2,75 % eran de una mezcla de razas. Del total de la población el 2,72 % eran hispanos o latinos de cualquier raza.